# NGC 4696E
NGC 4696E is een lensvormig sterrenstelsel in het sterrenbeeld Centaur. Het hemelobject werd op 7 mei 1826 ontdekt door de Schotse astronoom James Dunlop.

## Synoniemen
- ESO 322-90
- MCG -7-26-50
- DRCG 56-62
- DCL 233
- PGC 43262